# Supercontinente
In geologia, un supercontinente è una massa di terra che comprende più di un cratone. Alcuni studiosi preferiscono definire il supercontinente come raggruppamento di quasi tutti i continenti, il che lascia maggior spazio all'interpretazione ed è più semplice da applicare alla situazione del Precambriano.
Nell'attuale conformazione geofisica della Terra sono a volte considerati supercontinenti l'Eurafrasia, l'Eurasia e l'America.

## Storia dei supercontinenti in ordine cronologico

Animazione della separazione della Pangea

Comunemente, i paleogeografi usano il termine supercontinente per fare riferimento a masse di terra singole che comprendono tutti i continenti moderni.
1) Il primo supercontinente di cui si abbia conoscenza è stato Vaalbara. Si formò da protocontinenti diventando supercontinente 3,6 miliardi di anni fa (3,6 Ga) e si scisse circa 2,8 Ga. 
2) Kenorlandia si formò circa 2,7 Ga e si scisse dopo 2,5 Ga nei protocontinenti (cratoni) Laurentia, Baltica, Australia e Kalahari.
3) Nena si formò 2 Ga dall'unione di Arctica, Baltica e parte di Atlantica.
4) Columbia si formò 1,8 Ga, per unione di Nena e Atlantica, scindendosi 1,5 Ga.
5) Rodinia crebbe fra 1,2 e 1 Ga, dall'unione di Ur, Atlantica, Baltica e Nena e si scisse intorno a 750 milioni di anni fa.
6) Gondwana, Laurasia e Pannotia si originarono per la scissione di Rodinia.
7) Euramerica si formò 500 milioni di anni fa dalla fusione di Laurentia, Baltica e Avalonia. 
8) Pangea si formò 290 milioni di anni fa per riunione di Gondwana e Laurasia.
9) Eurafrasia e America sono gli attuali supercontinenti derivanti dalla Pangea.
I movimenti delle placche tettoniche rimisero insieme i pezzi della Rodinia con una diversa disposizione durante il tardo Paleozoico, formando la Pangea. La Pangea successivamente si scisse nella Laurasia, supercontinente dell'emisfero nord e nella Gondwana, supercontinente dell'emisfero sud.
Secondo alcuni autori la formazione dei supercontinenti presenta una certa ciclicità, che li porta a formarsi e scindersi con una periodicità dell'ordine di 250 milioni di anni, conosciuto come Ciclo di Wilson.

## Tabella dei supercontinenti
La seguente tabella presenta un elenco parziale dei supercontinenti delle epoche passate di cui i paleogeografi ipotizzano l'esistenza (i tempi sono indicati in miliardi di anni; tutte le cifre evidentemente sono ipotetiche).
| Nome        | Formazione | Disgregazione    |
| ----------- | ---------- | ---------------- |
| Vaalbara    | 3,6        |                  |
| Ur(*)       | 3          |                  |
| Kenorlandia | 2,7        | 2,5              |
| Columbia    | 1,8        | 1,5              |
| Rodinia     | 1,3        | 0,75             |
| Pannotia    | 0,6        | 0,5              |
| Laurasia(*) | 0,6        | 0,29             |
| Gondwana    | 0,6        | 0,29             |
| Euramerica  | 0,5        | 0,3              |
| Pangea      | 0,29       | 0,18             |
| Eurafrasia  | 0,18       | ancora esistente |
| Americhe    | 0,18       | ancora esistente |

(*) Non propriamente supercontinenti

## Supercontinenti attuali
- Americhe (da ~ 18 maa al presente)
- Eurafrasia (da ~ 18 maa al presente)

## Probabili supercontinenti futuri
I geologi hanno ipotizzato la formazione futura di altri supercontinenti, fra cui l'Eurafrasia (tra circa 30 milioni di anni), l'Austro-Eurafrasia (60 milioni di anni), l'Austro-Antartide-Eurafrasia (130 milioni di anni) e la Pangea Ultima (da 250 a 400 milioni di anni).
- Pangea Ultima o Amasia (fra ~250 - ~400 milioni di anni)
- Australia-Antartide-Afro-Eurasia (fra ~130 milioni di anni) - L'Antartide si unirà con il sud dell'Australia o dell'Asia (i quali formeranno il blocco Australia-Afro-Eurasia).
- Australia-Afro-Eurasia (fra ~60 milioni) - L'Australia colliderà con l'Asia Orientale, creando una catena montuosa paragonabile all'attuale Himalaya.